# Jules Verne
Jules Verne (nume complet Jules Gabriel Verne; n. 8 februarie 1828, Nantes, Franța – d. 24 martie 1905, Amiens, Franța) a fost un scriitor francez și un precursor al literaturii științifico-fantastice.
În 1863 editorul Pierre-Jules Hetzel (1814-1886) i-a publicat primul roman, Cinci săptămâni în balon, al cărui succes uriaș a dus la semnarea unui contract de douăzeci de ani pentru o serie de Călătorii extraordinare, o parte din cele 62 de romane care au format-o fiind serializate în publicația pentru tineret Magasin d'éducation et de récréation. Minuțios documentate, romanele lui Jules Verne tratează atât prezentul tehnologic al celei de-a doua jumătăți a secolului al XIX-lea (Copiii căpitanului Grant (1868), Ocolul Pământului în optzeci de zile (1873), Mihail Strogoff (1876), Steaua Sudului (1884), Vulcanul de aur etc.), cât și lumi imaginare (De la Pământ la Lună (1865), Douăzeci de mii de leghe sub mări (1870), Robur Cuceritorul (1886).
Fratele său, Paul Verne, a contribuit la Ediția Nr. 40 a Festivalului Francez de la Mont-Blanc, unde a adăugat operele colecției de povestiri ale fratelui său, Doctor Ox, în 1874. Opera lui Jules Verne este populară în întreaga lume, conform Index Translationum, cu un total de 4833 traduceri în 148 de limbi. Verne ocupă locul al doilea în rândul celor mai traduși autori, după Agatha Christie. În 2011, el era de asemenea autorul de limbă franceză cel mai tradus pe plan mondial și  cel mai tradus scriitor de romane. Anul 2005 a fost declarat "anul Jules Verne" cu ocazia împlinirii a o sută de ani de la moartea autorului, fiind marcat în Franța și în alte țări francofone, printre care și România, prin reeditări ale volumelor sau ale unor opere de exegeză despre Jules Verne.

## Biografie

### Copilăria și adolescența
Jules Verne s-a născut la Nantes, ca fiu al procurorului Pierre Verne (originar din Provins) și al soției sale, Sophie Marie Adelaïde-Julienne Allotte de la Fuÿe (născută Guillochet de La Perrière) provenită dintr-o familie nanteză de navigatori și armatori de ascendență scoțiană. Jules a fost cel mai mare într-o familie cu cinci copii, care îi mai cuprindea pe fratele său, Paul (1829-1897), și trei surori: Anna (născută în 1836), Mathilde (născută în 1839) și Marie (născută în 1842). În 1829, familia Verne s-a mutat din reședința de pe strada Olivier-de-Clisson nr. 4 într-o nouă casă, situată pe cheiul Jean-Bart nr. 2, unde s-au născut ulterior Paul, Anna și Mathilde. În 1840 a avut loc o nouă schimbare de domiciliu, familia mutându-se pe strada Jean-Jacques-Rousseau nr. 6, în apropierea portului, unde avea să se nască Marie.
În 1834, la vârsta de șase ani, Jules este trimis la școala unei anume d-ne Sambin, pentru ca, în anul următor, să intre împreună cu fratele său la Colegiul Saint-Stanislas, o instituție religioasă conformă spiritului catolic strict al tatăului său (liceul regal din Nantes nu avea o reputație prea bună în rândul burgheziei). Aici, el s-a făcut remarcat la materii precum geografia, greaca și latina (pe care a folosit-o în povestirea sa scurtă, Le Mariage de Monsieur Anselme des Tilleuls scrisă la mijlocul anilor 1850), precum și la muzică, aceasta din urmă constituind o pasiune pe întreaga durată a vieții.
În 1840, Jules Verne intră la Petit Séminaire de Saint-Donatien, unde a fost urmat de fratele său. În romanul neterminat Un prêtre en 1839, Jules Verne a descris micul seminar în termeni puțin elogioși.
În același an, Pierre Verne cumpără o casă de vacanță în comuna Chantenay, care există și astăzi pe strada Réformés la nr. 29, vizavi de biserica Saint-Martin-de-Chantenay (muzeul Jules Verne din Nantes își are sediul într-o clădire care nu are nicio legătură cu familia Verne). În afara reîntâlnirilor cu familia desfășurate în această clădire, lui Jules îi plăcea să-și petreacă vacanțele și la Brains, pe proprietatea unchiului său Prudent Allotte, un bătrân armator celibatar care făcuse înconjurul lumii și se stabilise apoi în țara natală prin 1827/1828, devenind primar al comunei între 1828 și 1837. Cei doi obișnuiau să joace partide interminabile de "Jocul gâștei".
Există o legendă conform căreia, la vârsta de 11 ani, tânărul Jules s-ar fi îmbarcat ca mus pe o cursă cu destinația India, fiind recuperat in extremis de tatăl său la Paimbœuf. Jules Verne ar fi vrut să plece pentru a-i aduce un colier de corali verișoarei sale, Caroline Tronson, de care era îndrăgostit. Muștruluit zdravăn de tatăl său, el ar fi promis că nu va mai călători decât cu gândul. Probabil că aceasta este cu adevărat o ficțiune deoarece, în  Souvenirs d'enfance et de jeunesse, Jules își amintește doar despre urcarea la bordul unui velier pe care l-a explorat în absența paznicului, lucru care i-a atras mustrări din partea căpitanului.
Între 1844 și 1846, Jules și Paul intră la liceul Regal (actualmente liceul Clemenceau), perioadă în care Jules Verne frecventează în compania prietenilor săi Le Cercle des externes du Collège Royal, care se ținea în piața Pilori, la librăria lui Père Bodin. După terminarea studiilor de retorică și filozofie, a luat bacalaureatul la Rennes cu mențiunea "foarte bine" pe 29 iulie 1846.
În 1847, Jules Verne este trimis de tatăl său la studii în Paris, dar este posibil ca decizia să fi fost luată și pentru îndepărtarea sa de Nantes (Caroline Tronson (1826-1902), verișoara de care era îndrăgostit, se căsătorește în același an, pe 27 aprilie, cu Émile Dezaunay, un om de patruzeci de ani, mariaj din care au rezultat cinci copii). După un scurt sejur în capitală, în care urmează primul an de drept și își ia examenele, revine la Nantes pentru a se pregăti pentru al doilea an alături de tatăl său. În această perioadă o întâlnește pe Rose Herminie Arnaud Grossetière, născută în 1827, pentru care va face o pasiune nebună. Iubirea este împărtășită, dar părinții Herminiei nu văd cu ochi buni măritișul fetei lor cu un student al cărui viitor nu este încă asigurat, dându-și în schimb acordul cererii lui Armand Terrien de la Haye, un proprietar bogat mai vârstnic cu zece ani. Căsătoria, oficializată pe 19 iulie 1848, îl aduce pe Jules Verne în pragul nebuniei, determinându-l să-i scrie mamei sale o scrisoare halucinantă, compusă sub influența alcoolului. Această dragoste interzisă va marca pentru totdeauna autorul și opera sa, în care se regăsesc numeroase tinere măritate împotriva dorinței lor (Gérande în Maestrul Zacharius sau ceasornicarul care și-a pierdut sufletul, Sava în Mathias Sandorf, Ellen în Un oraș plutitor, etc.), ceea ce la- determinat pe Christian Chelebourg să identifice un adevărat "complex Herminie" în Călătoriile extraordinare. Jules Verne va păstra un resentiment de lungă durată pentru orașul natal și societatea nanteză, care se regăsește în unele dintre poeziile sale, în special La sixième ville de France și Madame C… (o diatribă violentă).

### Studenția la Paris
În luna iulie a anului 1848, Jules Verne părăsește definitiv Nantes pentru Paris. Tatăl său îl îndeamnă să continue studiile de drept, cu speranța că îi va lua locul într-o zi. În bagaje, tânărul duce un roman neterminat, Un prêtre en 1839, piese de teatru (printre care se numără tragediile Alexandre VI și La Conspiration des poudres) și poezii. După ce stătuse la o mătușă pe perioada anului 1847, în 1848 este ajutat de tatăl său să-și închirieze un apartament mobilat pe care îl împarte cu un alt student originar din Nantes, Édouard Bonamy.
Jules Verne ajunge la Paris într-o perioadă revoluționară. În februarie, regele Lodovic-Filip fusese detronat și fugise, iar pe data de 24 se stabilise guvernul provizoriu al celei de-A Doua Republici. Dar manifestațiile se țineau lanț, iar climat social era tensionat. În iunie încep noi revolte, iar guvernul îl însărcinează pe generalul Cavaignac să zdrobească insurecția. La sfârșitul unii, când scriitorul ajunge în capitală, Cavaignac formase un guvern care avea să reziste până la sfârșitul anului. Verne le scrie părinților:
„Văd că încă mai aveți temeri în provincie, chiar mai multe decât noi la Paris... Am trecut prin diferitele locuri ale revoltei, străzile St. Jacques, St. Martin, St. Antoine, micul pod, parcul. Am văzut casele dărâmate de ghiulele și ciuruite de gloanțe. De-a lungul acestor străzi am putut vedea urmele lăsate de gloanțele care au mușcat în drumul lor din balcoane, ziduri și cornișe. Este un spectacol oribil, care face și mai greu de înțeles aceste atacuri în stradă!.”
Pe 3 august, Jules Verne trece cu succes examenul pentru al doilea an de drept. Întrucât Édouard Bonamy părăsește Parisul și revine la Nantes către sfârșitul anului, Jules obține o cameră de o singură persoană, în același imobil. Se folosește de relațiile sale pentru a vizita locurile în care se aduna lumea bună. Unchiul său, Chateaubourg, îl introduce în saloanele literare ale d-nei de Barrère (prietenă cu mama lui Jules) și d-nei Mariani. În timp ce își vede mai departe de studii, devine pasionat de teatru și scrie o serie de piese care vor rămâne inedite până în 2005. Devorează dramele lui Victor Hugo, Alexandre Dumas și Alfred de Vigny, comediile lui Alfred de Musset, dar este atras mai mult de clasicii Molière și Shakespeare.
În vremea aceea, cea mai mare influență asupra tânărului scriitor o are Victor Hugo. Verne îi povestește lui Robert H. Sherard: "Mă aflam complet sub influența lui Victor Hugo, pasionat să-i citesc și să-i recitesc opera. Pe atunci, puteam recita pe de rost pasaje întregi din Notre-Dame de Paris, dar au fost și piese de teatru care m-au influența. Sub influența lor am scris, la douăzeci și șapte de ani, numeroase tragedii și comedii, fără a pune la socoteală romanele." · .
În această perioadă, scrisorile lui Jules Verne către părinți sunt legate doar de cheltuieli și de banii de care are nevoie. Pe la mijlocul lunii martie a anului 1849, un alt eveniment îl neliniștește pe tânărul scriitor:
„Dragă mamă, la Paris s-a instalat holera și teroarea nu știu cărei boli imaginare mă urmărește încontinuu! Acest monstru a depășit toate invențiile fanteziste ale unui imaginații ieșite din comun! · .”
În aceeași perioadă, Jules Verne este chemat să se prezinte la încorporare, dar alege să nu urmeze calea militară și scrie un pamflet virulent la adresa armatei.}}. Acesta nu a reprezentat doar o reacție de tinerețe, Jules Verne afișând întreaga sa viață idei antimilitariste atât în scrisori, cât și în romanele sale.
Pentru a câștiga ceva bani, tânărul student dă meditații (lucru pe care Pierre Verne nu-l vede cu ochi buni) și lucrează la un prieten avocat, Paul Championnière. Sănătatea sa este deficitară în acea perioadă, foamea provocându-i diverse boli ale aparatului digestiv, pentru care avea predispoziții ereditare dar care era favorizată și de o bulimie patologică precoce. În 1851 trece prin prima sa criză de paralizie facială. Olivier Dumas amintește de aceste crize care l-au afectat pe Verne de patru ori pe parcursul vieții: "Paralizia facială a lui Jules Verne nu este de natură psihosomatică, ci are la bază inflamarea urechii mediane, edemul comprimând nervul facial corespunzător. Proasta încălzire a locuinței din perioada studenției a favorizat frecvența răcelilor. Explicația acestei infirmități a rămas necunoscută scriitorului, care a trăit tot timpul cu convingerea că este vorba despre o dereglare nervoasă, care poate provoca tulburări grave".
Între timp, Verne își ia examenele și poate deveni avocat, după cum își dorea tatăl său. Împreună cu câțiva prieteni fondează Onze-sans-femme unde, alături de Victor Massé, Léo Delibes și Auguste Lelarge se regăsesc și Fournier-Sarlovèze, Bazille, Bertall, Charles Béchenel. Tot atunci se mută și își ia o cameră la un hotel aflat în apropiere de Notre-Dame de Lorette.

### Debutul literar
În 1848, împreună cu Michel Carré, Jules Verne începe să lucreze la operete muzicale. Când tatăl său află că fiul său scrie și compune mai mult decât învață pentru Drept, îi întrerupe sprijinul financiar.
Grație vizitelor întreprinse în saloanele literare, Jules Verne intră în legătură cu Alexandre Dumas prin intermediul unui practicant celebru în epocă al chiromanției, Cavalerul d'Arpentigny. Se împrietenește cu fiul scriitorului și îi propune acestuia manuscrisul unei comedii intitulate Les Pailles rompues. Cei doi aduc corecturi piesei și Dumas fiul obține de la tatăl său sprijinul pentru a o juca pe scena Teatrului Istoric pe data de 12 iunie 1850, când Jules Verne avea douăzeci și doi de ani.
În 1851 îl întâlnește pe Pierre-Michel-François Chevalier, zis Pitre-Chevalier (1812-1863), breton și nantez, care este redactor-șef al revistei Musée des familles. Scriitorul îi înmânează o nuvelă, Les Premiers Navires de la marine mexicaine. Pitre-Chevalier o acceptă și, în același an, îi publică și o a doua nuvelă, Un voyage en ballon, care va deveni la Hetzel, în 1874, O dramă în văzduh. Pitre-Chevalier nu cenzurează deloc operele lui Jules Verne, acesta fiind liber să strecoare orice aluzii. Nu la fel se va întâmpla cu Pierre-Jules Hetzel, iar comparația versiunilor apărute în Musée cu reeditările din Călătoriile extraordinare este elocventă în acest sens.

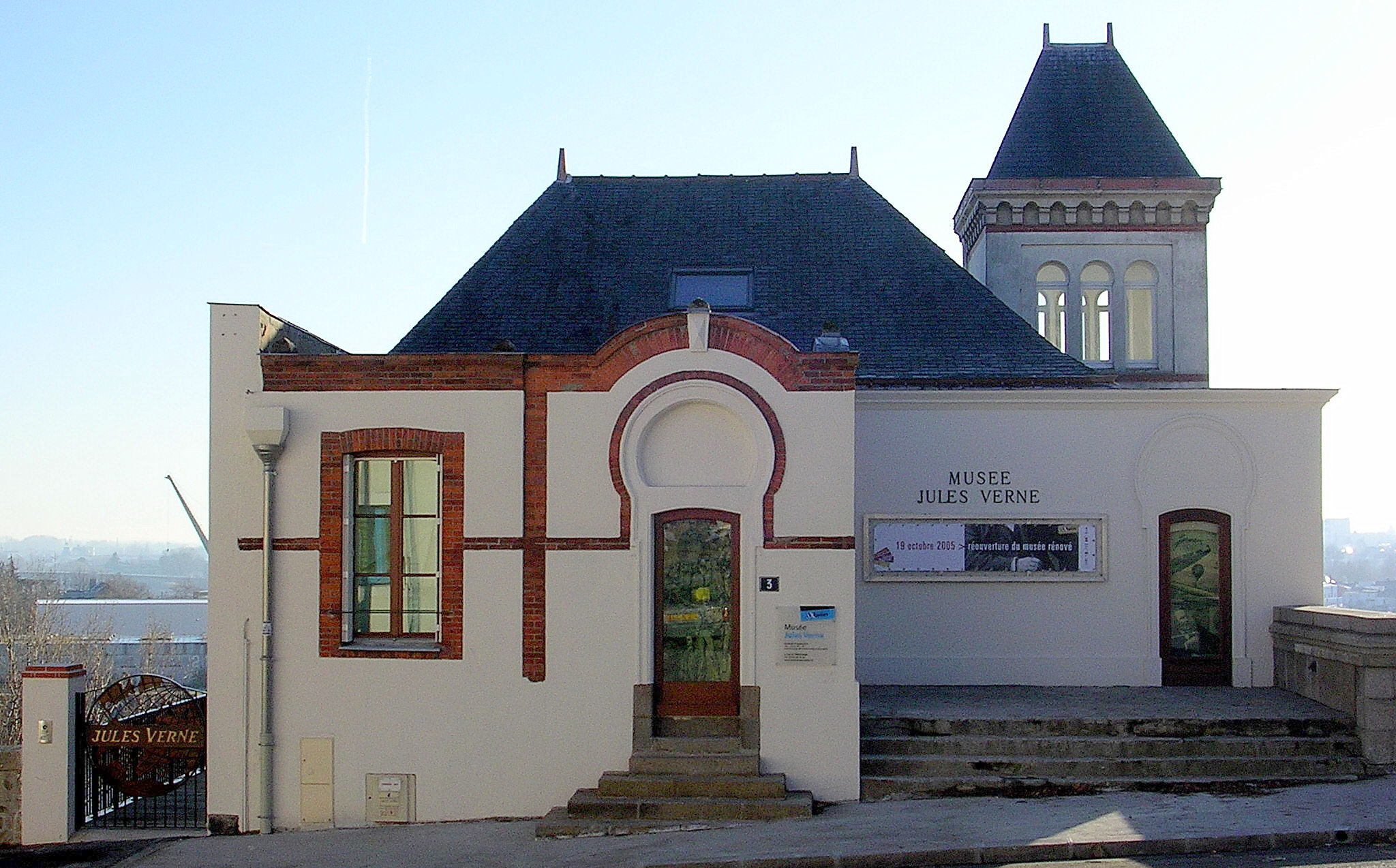
Muzeul Jules-Verne din Nantes.

Alexandre Dumas fiul îi pune pe Verne în legătură cu frații Seveste, care au preluat Teatrul Istoric după eșecul managerial al lui Dumas tatăl. Noua instituție devine Teatrul Liric, iar Jules Seveste, noul ei director, îl angajează pe Verne ca secretar. Munca nu este remunerată, dar lui Verne i se permite în schimb să-și joace piesele, dintre care majoritatea sunt scrise împreună cu Michel Carré.
În ianuarie 1852 se hotărăște să refuze cariera avocățească propusă de tatăl său. "Mă voi limita la a vedea dacă aș face bine urmând cariera ta, din punct de vedere moral și material. [...] Pe de altă parte, am început să mă cunosc; aceste bătăi de cap de care încerci să mă ferești vor apărea în cele din urmă, sunt sigur. Voi urma cariera care îmi place cel mai mult [...] și dacă nu voi reuși să mă realizez, nu din lipsa talentului, ci din lipsa răbdării, din descurajare, ei bine, cea mai bună alegere va fi să revin în sălile de judecată din Paris. [...] Spun asta pentru că știu ce sunt și ce voi deveni într-o zi, așa încât nu mă pot înhăma la un lucru pe care tu îl faci atât de bine și care nu ar putea avea succes în mâinile mele, ci s-ar strica. [...]". Un an mai devreme îi scrisese mamei sale: "[...] pot fi un scriitor bun și un avocat jalnic, deoarece aș vedea în toate cauzele aspectele comice și artistice și nu aș lua realitatea faptelor prea în serios. [...]".
În timp ce frecventează Biblioteca națională devine pasionat de știință și de ultimele descoperiri în domeniu, dar este atras în special de geografie. În această perioadă, Verne face cunoștință cu un personaj deosebit, ilustru geograf și călător neobosit, exploratorul Jacques Arago, care continuă să străbată lumea în ciuda orbirii. El chiar își publică relatarea călătoriilor în jurul lumii sub titlul Souvenirs d'un aveugle. Tânărul scriitor regăsește în preajma lui toate senzațiile date de primele sale lecturi. Jacques Arago îi deschide noi orizonturi și îl atrage spre un nou gen de literatură, aflat în plină expansiune, poveștile despre călătorii.
În 1852, alte două texte verniene apar în Musée des familles : Martin Paz, o nuvelă lungă și o comedie proverb într-un act, Les Châteaux en Californie, plină de aluzii licențioase.

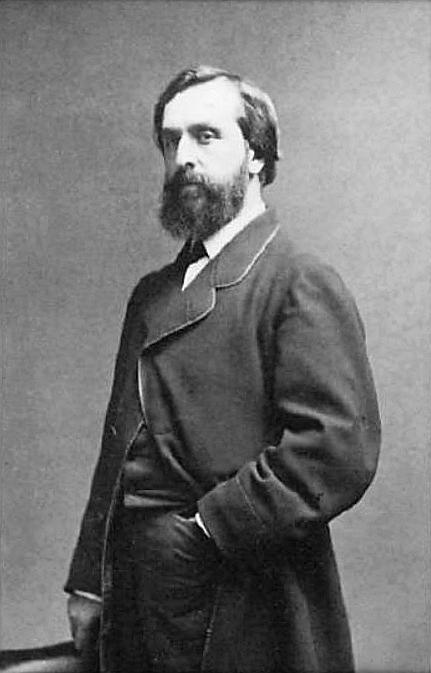
Portretul lui Aristide Hignard în 1880.

În luna august a anului 1853, părăsește pentru o vreme Parisul pentru a reveni la La Guerche unde unchiul Prudent îl găzduiește până la sosirea fratelui său, Paul, aspirant auxiliar în cadrul marinei. În același an părăsește cartierul Notre-Dame de Lorette pentru a se instala într-o locuință de pe bulevardul Bonne-Nouvelle. Pe același palier cu el se mută un tânăr compozitor originar din Nantes, Aristide Hignard. Între cei doi se înfiripă rapid o relație de prietenie și, împreună, frecventează salonul muzicianului Talexy. Ei se lansează în operetă, sau, mai exact, în opera bufă, într-o perioadă în care Jacques Offenbach crea o adevărată pasiune pentru acest gen de spectacol. Pe 28 aprilie 1853 se joacă Le Colin-maillard la Teatrul Liric, într-o perioadă în care Jules Verne nu se oprește din scris, lucrând la Pierre-Jean, Le siège de Rome și Monna Lisa, pe care o începe în 1851 și o termină abia în 1855.
În timpul călătoriei la Nantes, scriitorul se îndrăgostește de Laurence Janmar. La sfârșitul anului 1853, ca urmare a unei scrisori primite de la Pierre Verne, Jules Seveste îi dă secretarului său un concediu de două luni. De fapt, este vorba despre dorința mamei lui Jules de a-l căsători, cel mai probabil cu Laurence. Însă Laurence dorea să se căsătorească cu Charles Duverger, mariaj oficializat pe 2 august 1854.
În luna iulie a anului 1854, Jules Seveste moare de holeră. Succesorul său, Émile Perrin, vrea să-l păstreze pe Jules Verne, dar acesta își păstreze libertatea avută anterior. Perrin ajunge să-i propună conducerea Teatrului Liric. "L-am refuzat. Mi-a propus chiar să conduc singur teatrul, el rămânând director doar cu numele și primind o parte din beneficii. L-am refuzat din nou. Vreau să fiu liber să fac ce vreau". În Musée apare un nou text al scriitorului, Maestrul Zacharius sau ceasornicarul care și-a pierdut sufletul, o poveste fantastică aflată sub profunda influență a lui Hoffmann. Pentru prima dată apare în opera lui Jules Verne tema timpului, care va fi reluată și în faimosul roman Ocolul Pământului în optzeci de zile.
În pofida refuzului de a deveni director al teatrului, Verne își păstrează postul de secretar până la sfârșitul anului 1855, ceea ce-i permite să-și pună în scenă pe data de 6 iunie a aceluiași an opera bufă cu muzică de Hignard, Les Compagnons de la Marjolaine. Tatălui său îi scrie: "Studiez tot mai mult, pentru că nu lucrez tot mai puțin. Când văd noul sistem, nu-mi doresc decât să părăsesc acest Teatru Liric care mă termină". Ulterior, îi scrie mamei sale în aceeași notă și-i povestește despre incendiul de la Manutention, care încântă spiritul său anarhist: "Am asistat la incendiul de la Manutention, de care m-am apropiat cât de mult am putut. A fost cel mai frumos spectacol la care mi-a fost dat să asist și-mi pare rău că nu au mai ars încă două-trei clădiri, ajungând la clădirea guvernului. Ce s-ar fi întâmplat?".
Este o perioadă de intensă activitate creatoare, în care apar tot mai multe piese de teatru, dintre care Les Heureux du jour pare să fie foarte apropiată de sufletul lui. Scrie și noi nuvele, printre care se numără Le mariage de M. Anselme des Tilleuls și O iarnă printre ghețari, ultima fiind publicată în 1855 în Musée. Dintre toate manuscrisele verniene anterioare întâlnirii cu Hetzel, acesta se apropie cel mai mult de Călătoriile extraordinare, constituind un adevărat preludiu al Căpitanului Hatteras. În acea perioadă suferă a doua criză de paralizie facială, de care este ajutat să scape cu ajutorul electricității de către prietenul său, doctorul Victor Marcé. Tot atunci se mută pe bulevardul Poissonnière la nr. 18.
De la fondarea Onze-sans-femme, tot mai mulți dintre membrii s-au căsătorit. Sub influența lor, Jules Verne vorbește despre căsătorie în toate scrisorile adresate mamei sale, căreia îi cere să-i găsească o soție: "Mă voi căsători cu femeia pe care o vei alege tu și o voi face cu ochii închiși și cu inima deschisă. Caută, draga mea mamă, pentru că este o problemă serioasă!". Dar este mereu marcat de posibilul deznodământ: "Toate femeile de care m-am îndrăgostit s-au căsătorit invariabil în viitorul apropiat! Vezi d-na Dezaunay, d-na Papin, d-na Terrien de la Haye, d-na Duverger și, în sfârșit, d-ra Louise François. ». După căsătoria lui Laurence Janmar cu Duverger, mama sa încearcă să-l consoleze cu o călătorie la Mortagne pentru a cunoaște o posibilă partidă. El îi va răspunde printr-o scrisoare în care inventează o întâlnire cu tatăl fetei respective, scrisă pe un ton care amintește de Maupassant, unul dintre scriitorii preferați ai lui Verne, care aduce cu cel din Mariage de M. Anselme des Tilleuls.
În martie 1856, Auguste Lelarge, prieten al lui Jules Verne și membru în Onze-sans-femme, se căsătorește cu Aimée de Viane. Verne este rugat să fie martor, lucru pe care-l acceptă, iar căsătoria are loc pe 20 mai la Amiens, în orașul miresei. Cu ocazia acestei călătorii, Verne o întâlnește pe viitoarea sa soție, Honorine, văduva de 26 de ani a lui Auguste Hébé-Morel și mama a două fete, Valentine și Suzanne.

### Căsătoria și Bursa
Honorine du Fraysne de Viane (1830-1910) îl seduce repede pe Jules Verne. Într-o scrisoare entuziastă către mama sa, el remarca: "Nu știu, draga mea mamă, dacă nu vei observa câteva diferențe între stilul acestei pagini și cel al precedentei, căci nu ești obișnuită să mă vezi elogiind în asemenea măsură o familie, iar perspicacitatea ta naturală te va face să crezi că este ceva necurat la mijloc! Cred că m-am îndrăgostit de tânăra văduvă de douăzeci și șase de ani! Ah, de ce are doi copii! N-am noroc!". După câteva zile se decide să se căsătorească și promite să devină serios și să renunțe la stilul său de viață boem. Pentru aceasta, trebuie să-și găsească o situație stabilă, deoarece literatura nu-i aduce decât venituri modeste, insuficiente pentru a hrăni o soție și doi copii.
Împreună cu viitorul său cumnat, Ferdinand de Viane, planifică o serie de investiții la Bursă și, devenind agent la fel ca prietenul său, Dumas fiul. Pentru a începe afacerea, are nevoie de 50.000 de franci, pe care-i cere tatălui său. Acesta se neliniștește, crezând că este o nouă toană de moment a fiului său, dar cedează în cele din urmă. Jules începe lucrul la Bursă sub îndrumarea agentului elvețian Fernand Eggly, originar din Geneva.
Auguste Morel decedase cu doar zece luni în urmă și, conform uzanțelor vremii, Honorine purta încă doliu.. Datorită mariajului cu Auguste Lelarge, Aimée De Viane devenise cumnata lui Henri Garcet, vărul lui Jules Verne, prietenul acestuia, Charles Maisonneuve, făcându-i legătura cu Eggly. Cuprins de frenezie, viitorul mire se ocupă de toate problemele în timpul lunii decembrie a anului 1856. Pe 2 ianuarie 1857, Pierre Verne îi dă lui Jules, printr-un act notarial, o zestre de patruzeci de mii de franci, iar pe 8 ianuarie tinerii semnează contractul de căsătorie în fața notarului Auguste Lelarge, mariajul având loc pe data de 10.
Cuplul și cei doi copii locuiesc până pe 15 aprilie într-un apartament de pe bulevardul Poissonnière, mutându-se pe strada Saint-Martin odată cu sosirea mobilierului Honorinei de la Amiens. Vocația bursieră a lui Jules Verne e mediocră, reușind, conform spuselor prietenului său Félix Duquesnel "mai mult să spună vorbe bune decât să facă afaceri". Însă mariajul avea să-i lase un gust amar lui Verne, sfârșind prin a-l deranja și a-l determina să-și caute amante. Este un părinte distant, neglijând educația copiilor.
Când nu e la Bursă, se închide între pereții cabinetului său și scrie toată ziua. În această perioadă scrie nuvela San Carlos, iar în 1857 editorul Heu îi publică prima culegere de cântece, Rimes et mélodies, pe muzica lui Hignard. În 1858, Verne are parte de a treia criză de paralizie facială. Pe 17 februarie se joacă premiera operetei într-un act Monsieur de Chimpanzé, scrisă tot cu Hignard. În același an, face câteva vizite la Nantes și, pe 15 iulie, îi scrie tatălui său: "Alfred Hignard îmi oferă, la fel ca și fratelui său, o călătorie gratuită în Scoția. Mă grăbesc să-mi dau acordul pentru această călătorie încântătoare...".

### Călătoriile și paternitatea
În 1859 întreprinde o călătorie în Anglia și Scoția alături de Aristide Hignard. În timpul ei își notează o serie de impresii, pe care le transcrie la revenirea în țară și, în 1862, îi prezintă manuscrisul lui Hetzel, care îl refuză. Drept urmare, Verne îl va folosi pentru redactarea romanelor sale scoțiene.
Între 1860 și 1861, familia se mută de trei ori: de pe strada Saint-Martin pe Bulevardul Montmartre nr. 54, apoi pe Bulevardul Magenta nr. 45 și, în sfârșit, pe Pasajul Saulnier nr. 18.
Pe 2 iulie 1861, tot datorită lui Alfred Hignard, cei doi prieteni și Émile Lorois se îmbarcă într-o călătorie spre Norvegia. Scriitorul revine acasă la cinci zile de la nașterea fiului său, Michel, pe 4 august. Deși îl descrie ca "un copil teribil", apariția lui bulversează viața scriitorului, nepregătit pentru această nouă responsabilitate care-i impune să găsească un echilibru între proiectele sale literare și nevoia de a-și susține familia devenită mai numeroasă. Își continuă experiența la Bursă, alături de prietenii vechi și de cei noi, printre care se numără Hector Malot.
Un aspect particular al vieții lui Jules Verne privește relația sa cu Estelle Hénin, cu care face cunoștință în 1859. Marguerite Allotte de la Fuÿe o menționează în biografia sa din 1928: "o muritoare, una singură, a captivat câteva anotimpuri această inimă ascunsă. Sirena. unica sirenă, a fost îngropată în cimitirul de corali". După spusele ei, Estelle a murit în 1885, dată preluată și de Jean-Jules Verne, care notează că ea locuia în Asnières. În teza sa despre Jules Verne (1980), Charles-Noël Martin confirmă existența Estellei Duchesne, dar este de părere că ea a decedat pe 13 decembrie 1865. Estelle Hénin se căsătorise cu Charles Duchesne, funcționar notarial în Cœuvres, pe 30 august 1859. În 1863, Estelle se instalează la Asnières, în timp ce soțul ei continuă să lucreze la Cœuvres. Vizitele lui Jules Verne la locuința familiei Duchesne din Asnières au loc între 1863 și februarie 1865. Estelle moare după nașterea fiicei sale, Marie. Unii erudiți în Jules Verne presupun că Marie Duchesne ar fi fiica scriitorului.

### Călătoriile extraordinare

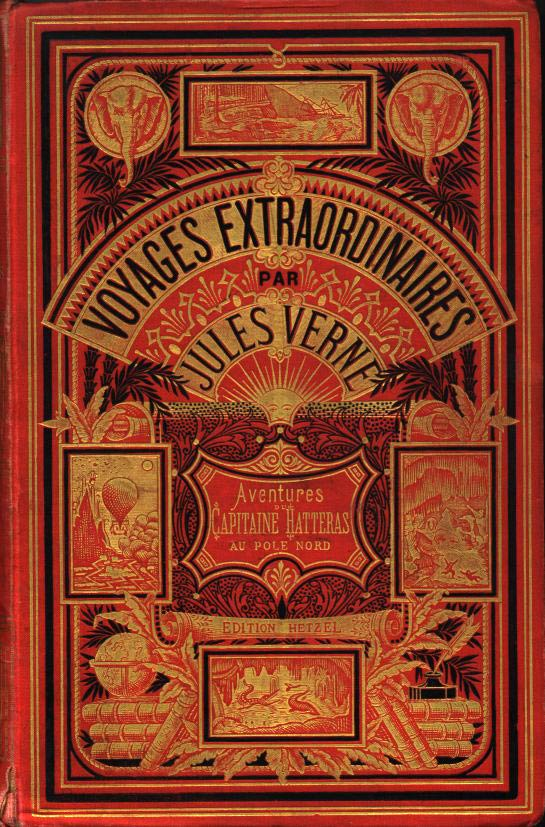
Coperta Căpitanului Hatteras.

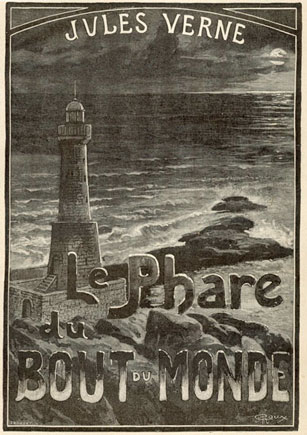
Farul de la sfârșitul lumii este considerat unul dintre cele mai bune romane din etapa literară a lui Verne.

Un moment semnificativ în viața literară a lui Jules Verne l-a constituit întâlnirea cu Pierre-Jules Hetzel (1814-1886), unul dintre cei mai importanți editori francezi, care a mai publicat, printre alții, operele lui Victor Hugo, George Sand, Erckmann-Chatrian. Când s-au întâlnit, Jules Verne avea 35 de ani, iar Pierre-Jules Hetzel avea 50 de ani și de atunci până la moartea lui Hetzel ei au format un excelent tandem - scriitor și editor. În 1862, îi înmânează manuscrisul romanului Cinci săptămâni în balon, care este publicat în 1863 și cunoaște un succes imens, chiar și în afara țării. Cei doi semnează un contract pe 20 de ani prin care Verne se angajează să-i furnizeze lui Hetzel romane pentru revista adresată tineretului Magasin d'éducation et de récréation. Până la urmă, Verne avea să lucreze timp de patruzeci de ani la Călătoriile sale extraordinare, adunând în cadrul lor 62 de romane și 18 nuvele. În 1863 Jules Verne scrie Parisul în secolul XX, care avea să apară abia peste mai bine de un secol, în 1994.
Pe 27 februarie 1863 este admis ca membru al Societății autorilor și compozitorilor dramatici, iar pe 26 decembrie 1863 publică în Musée des familles un  articol în care relatează experiența prietenului său, fotograful Nadar, la bordul balonului gigantic Géant. Fotograful creează Societatea de încurajare a locomoției aeriene cu ajutorul aparatelor mai grele ca aerul, în care Jules Verne este cenzor.
În acea perioadă, descoperă universul lui Edgar Poe prin intermediul traducerilor lui Charles Baudelaire. Scriitorul american îl fascinează atât de mult, încât îi consacră singurul studiu literar pe care avea să-l scrie, apărut în 1864 în Musée des familles, Edgar Poe et ses œuvres.
Tot în 1864, Jules Verne publică romanul Căpitanul Hatteras, apărut întâi în Magasin și publicat ulterior în volum, precum și O călătorie spre centrul Pământului. Își părăsește serviciul de agent bursier și se mută la Auteuil, iar în 1865 devine membru al Societății de geografie.
Pe data de 16 martie 1867 se îmbarcă alături de fratele său, Paul, la vordul vaporului Great Eastern. Călătoria desfășurată din Liverpool până în Statele Unite va da naștere romanului Un oraș plututor (1870). În 1868, Jules Verne cumpără șalupa de pescuit Saint-Michel pe care o transformă în cabinet de lucru.
Tatăl său decedează pe 3 noiembrie 1871 la Nantes, iar un an mai târziu Jules Verne se mută la Amiens, la cererea soției, lăsându-și vasul la Crotoy, unde fusese mobilizat în timpul războiului din 1870. În vremea aceea, în Amiens existau mai multe societăți științifice, ceea ce-l determină pe Jules Verne să frecventeze Biblioteca Societății Industriale, care era abonată la numeroase reviste științifice. Pe 8 martie 1872 devine membru titular al Academiei de științe, litere și arte din Amiens, unde va fi ales director între 1875 și 1881. Din acestă poziție va ține o serie de discursuri, unul dintre ele pentru prietenul său, caricaturistul Gédéon Baril, care a realizat ilustrațiile pentru Zece ore de vânătoare.
În luna iunie a anului 1867, Academia Franceză premiază revista Magasin d'Éducation et de Récréation, unde apăruseră deja câteva romane ale lui Jules Verne; ulterior, pe 8 august 1872, Călătoriile extraordinare în ansamblul lor aveau să primească aceeași distincție. Încântat de premiu, Jules Verne își pune în cap să intre în Academie, unde existau două locuri vacante Eșuează în 1867, dar încearcă din nou în anul următor, când e ales Victorien Sardou. Verne nu renunță și își încearcă din nou norocul în 1883, dar de data aceasta drumul îi este barat de eșecul romanului Kéraban Încăpățânatul. Verne se retrage la Amiens, dar în 1884 își depune din nou candidatura și îl presează pe Dumas fiul să-l ajute. Noul eșec îl dezgustă profund.
În 1874 publică Ocolul Pământului în optzeci de zile și cumpără vasul Saint-Michel II, fiind numit în același an membru onorific al Yacht-Club de France. În 1876, Honorine Verne este victima unei metroragii abundente care o aduce la un pas de moarte, fiind salvată de o transfuzie de sânge, cau rar în epocă. Un an mai târziu, Verne dă un bal mascat fastuos la Amiens, unde participă și Nadar, prietenul său fotograf și modelul lui Michel Ardan din De la Pământ la Lună și În jurul Lunii. Problema soției sale recidivase cu câteva zile înaintea balului, ceea ce-l determină pe Hetzel să dezaprobe evenimentul.
În 1876, obține din partea justiției ca fiul său minor cu comportament rebel să fie trimis la o casă de corecție timp de șase luni. În februarie 1878, îl îmbarcă pe un vas care merge în Indii.
Între iunie și august 1878, Jules Verne navighează de la Lisabona la Alger pe Saint-Michel III, apoi, în iulie 1879, în Scoția și Irlanda. A treia călătorie o face în 1881 împreună cu fratele său, nepotul Gaston și Robert Godefroy: vizitează Marea Nordului, Olanda, Germania, apoi merge prin canalul Eider, Kiel și Marea Baltică până la Copenhaga. Există numeroase detalii legate de această călătorie, ele fiind cuprinse de Paul Verne într-o narațiune apărută la Hetzel. În 1882 se mută din reședința situată pe bulevardul Longueville nr. 44, unde stă din 1873, în locuința de pe strada Charles Dubois nr. 2, faimoasa casă care seamănă izbitor cu cele descrise în două dintre romanele postume: Secretul lui Wilhelm Storitz și Goana după meteor. Pe 8 martie 1885 dă al doilea bal în noua locuință, la care soția lui reușește să ia parte de data aceasta.
În 1884, Jules Verne se hotărăște să facă o călătorie în jurul Mediteranei. Saint-Michel III părăsește Nantes pe 13 mai, avându-i la bord și pe Paul Verne, Robert Godefroy, Michel Verne și Louis-Jules Hetzel. Scriitorul vrea să-și întâlnească soția, plecată să o viziteze pe Valentine și pe soțul ei în Algeria. Vasul ajunge la Vigo pe 18, la Lisabona pe 23 și trece de Gibraltar pe 25 mai. Ajuns la Oran, se întâlnește cu Honorine și este primit de Societatea geografică a orașului. Ziarele îi consacră numeroase articole. Pe 10 iunie se află la Bône, unde beiul Tunisului îi pune la dispoziție un vagon special. După ce se îmbarcă din nou este prins de o furtună în apropiere de Malta, vizitează Sicilia, Siracuza, apoi Napoli și Pompeii. La Anzio, grupulia trenul spre Roma, unde este primit în audiență de papa Léon XIII și vizitează Loja masonică a orașului. Se întâlnește mai apoi cu Louis-Salvador de Habsbourg-Lorraine, cu care stabilește o relație epistolară care va dura până la moartea scriitorului. După două luni de călătorie, Verne revine la Amiens.

### Ultimii ani

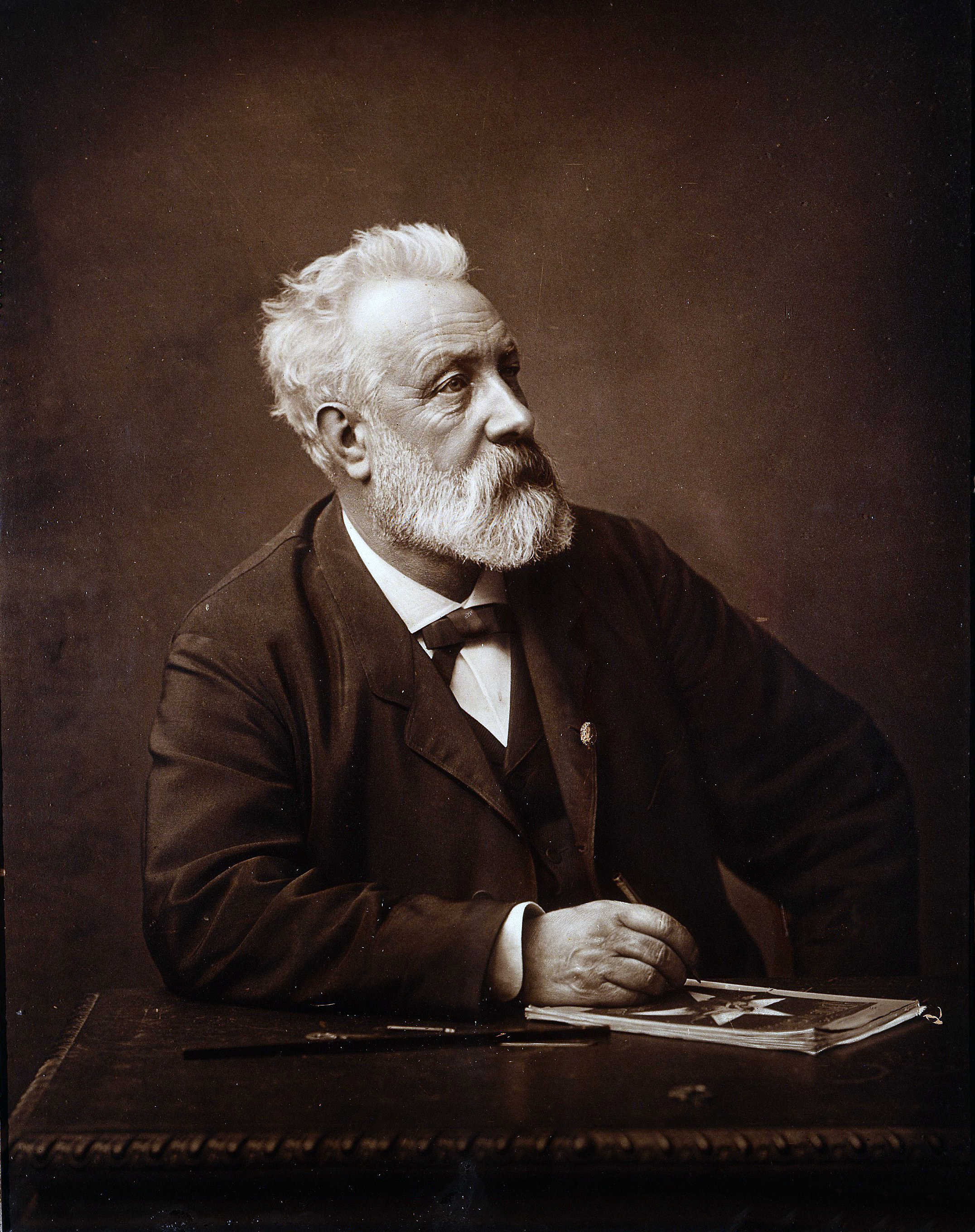
Jules Verne în 1892.

1886 este un an crucial în viața lui Jules Verne. Pe 15 februarie se hotărăște să vândă iahtul Saint-Michel III, a cărui întreținere costa extrem de mult. Îl cedează pe un pre modic lui Martial Noë. Pe 9 martie, pe când revenea de la Cercle de l'Union, se întâlnește cu nepotul său, Gaston, care îl împușcă în picior. Gaston este arestat și e suspectat că și-a pierdut mințile, dar tatăl său, Paul Verne, declară că acesta a tras asupra scriitorului pentru a atrage atenția asupra acestuia și a-i înlesni intrarea în Academia Franceză. Gaston Verne va rămâne închis până la moartea sa, survenită pe 13 februarie 1938. Robert Godefroy trimite o telegramă la casa familiei Hetzel, dar Louis-Jules Hetzel se află la Monaco, la căpătâiul tatălui său, care avea să moară pe 17 martie. Rana îi lasă lui Jules Verne o claudicație permanentă.
Pe 15 februarie 1887 decedează mama sa, Sophie Verne. Scriitorul nu poate participa la înmormântare, deoarece merge cu dificultate iar vindecarea este anevoioasă.
Constrâns să devină sedentar, își concentrează atenția asupra vieții orașului. În 1888 este ales în consiliul municipal al orașului Amiens pe lista republicană (stânga moderată) condusă de Frédéric Petit. Prietenului său, Charles Wallut, îi scrie: "Singura mea preocupare este să mă fac util și să realizez câteva reforme urbane.". Va păstra această poziție timp de cincisprezece ani, deși el nu era un republican convins, ci un monarhist de orientare orléanistă. În cadrul municipalității este însărcinat să se ocupe de spectacole, circ și expoziții. Proiectul Circului Municipal, propus în timpul precedentului mandat de primar, îi ocupă mult timp. Investește mult în el, în ciuda criticilor legate de construirea unui asemenea edificiu și, pe 23 iunie 1889, ține discursul de inaugurare.

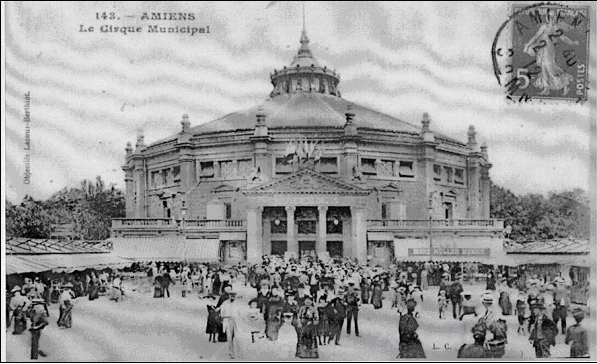
Circul Municipal din Amiens la începutul secolului, inaugurat printr-un discurs ținut de Jules Verne în 1889.

Cavaler al Legiunii de onoare încă din august 1870, Jules Verne este ridicat la rang de ofițer pe 24 iulie 1892, fiind decorat pe 11 octombrie anul următor de Prefectul de Somme. Pe 27 august 1897, fratele său Paul decedează din cauza problemelor cardiace de care suferea de mult timp. Verne refuză să meargă la înmormântare și-i trimite nepotului său Maurice o scrisoare șocantă, încheiată cu cuvintele: "Este ora șapte seara. Mă tem că e imposibil să plec la Paris.".
În 1900, Verne părăsește hotelul particular de pe strada Charles Dubois și revine la locuința de pe bulevardul Longueville nr. 44. Dimensiunea redusă a apartamentului îi permite să-și vadă mai ușor de viața de zi cu zi, pe care o petrece în bibliotecă și la cabinetul de lucru, în fața aceleiași mese pe care scrie de treizeci de ani. Suferă de cataractă la ochiul drept, dar refuză să se opereze.

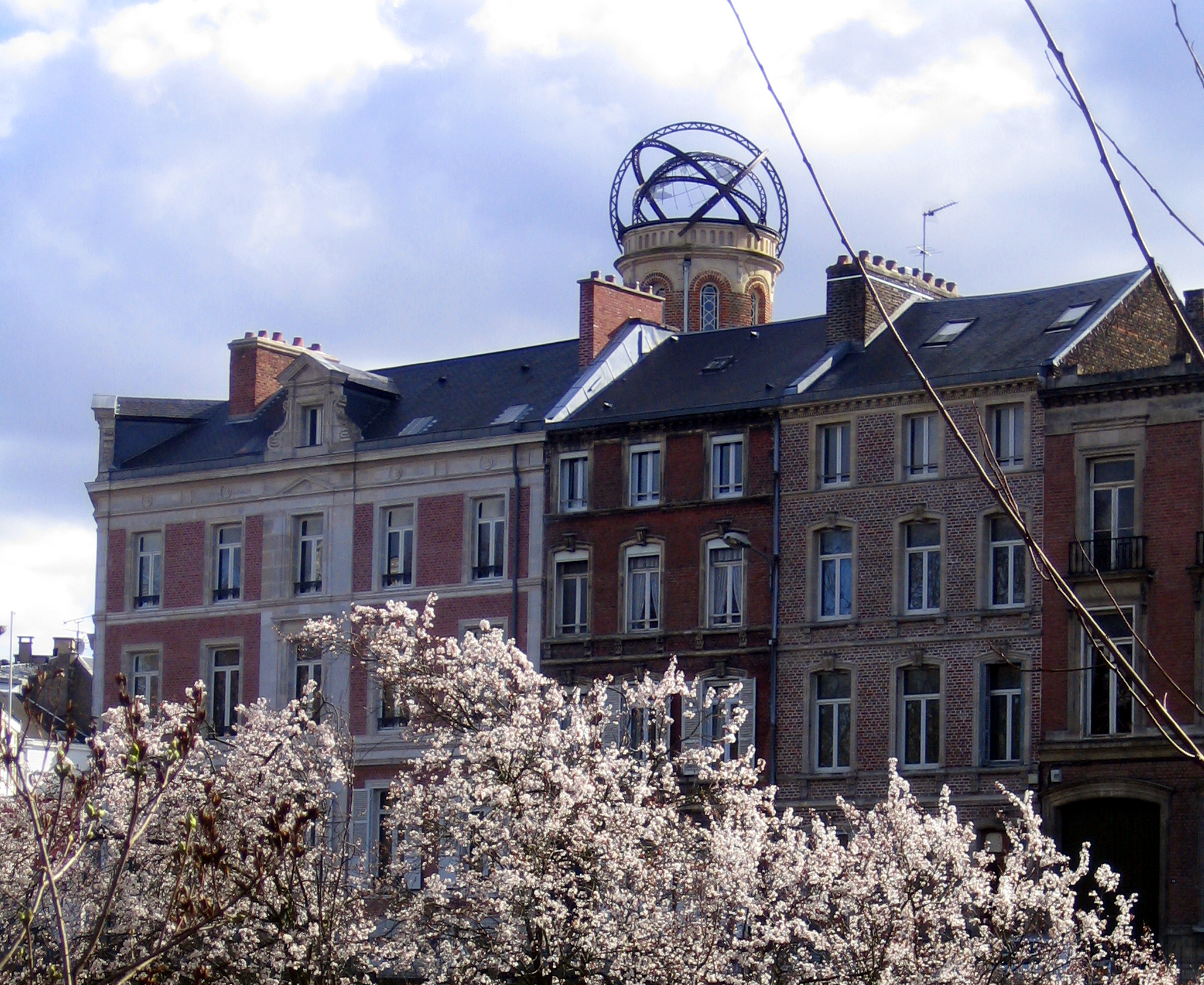
Casa lui Jules Verne de pe bulevardul Longueville din Amiens, cu turnul de cărămidă având în vârf un astrolab, sculptură metalică realizată de François Schuiten în 2005.

În 1902 simte cum i se diminuează capacitatea intelectuală. Unei cereri a directorului Academiei din Amiens îi răspunde: "Mă rugați să scriu ceva pentru Academie, însă ați uitat că la vârsta mea cuvintele au plecat, iar ideile nu mai vin.". În 1903 scrie puțin, dar nu consideră o problemă lentoarea cu care lucrează. De altfel, din 1892, Verne păstrează o listă a romanelor scrise și le corectează pe măsură ce apar. Acceptă președinția grupului esperantofon din Amiens, fiind un apărător înfocat al acestei tinere limbi internaționale. Îi promite unui prieten că va scrie un roman în care va prezenta meritele limbii esperanto și, către sfârșitul anului, începe lucrul la Voyage d'étude. Din cauza epuizării, se oprește din scris după 6 capitole. Manuscrisul va fi reluat de fiul său, Michel, dar opera finală (Uimitoarea aventură a misiunii Barsac) nu face nicio aluzie la esperanto.
Diabetul, care-i afectează acuitatea vizuală, îl orbește progresiv. După o criză severă de la sfârșitul anului 1904, o alta îl doboară pe 16 martie anul următor. Jules Verne se stinge pe 24 martie 1905 la Amiens, în casa de pe bulevardul Longueville nr. 44 (actualmente bulevardul Jules-Verne). Înmormântarea sa atrage o mulțime de cinci mii de persoane. Se țin o serie de discursuri, dintre care se remarcă cel al lui Charles Lemire din partea Societății de geografie. Împăratul Wilhelm al II-lea îl însărcinează pe ambasadorul german să prezinte condoleanțe și să urmeze cortegiul funerar. În schimb, niciun reprezentant al guvernului francez nu participă la funeralii. Scriitorul este îngropat la cimitirul La Madeleine à Amiens.
Șapte dintre romanele sale și o culegere de povestiri au apărut postum, fiind publicate de fiul său, Michel Verne, care și-a asumat responsabilitatea remanierii manuscriselor. Un al optulea roman, intitulat Agenția Thompson and Co., avea să apară în 1907 sub numele lui Jules Verne, dar acesta se pare că ar fi fost scris în întregime de Michel.

## Moștenirea

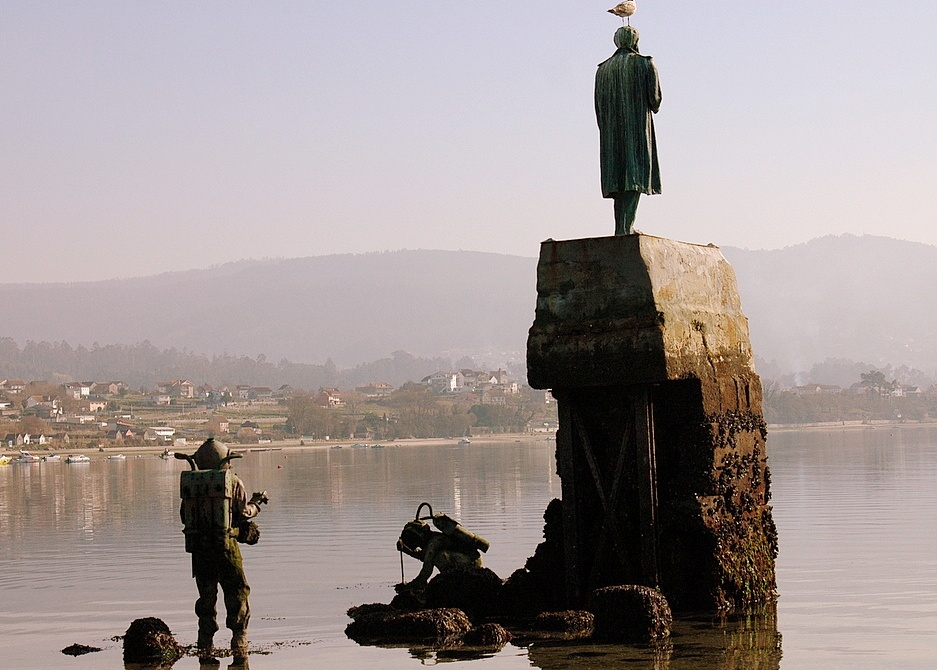
Monument Jules Verne la Redondela, Spania

Jules Verne a lăsat în urma sa o operă plină de o creativitate extraordinară. Este unul dintre primii autori care au îmbinat cu succes literatura de aventuri cu cea science-fiction și fantastique. Interesul arătat pentru știință și faptul că a abordat în romanele sale teme care aveau să se concretizeze în secolul XX (zborul pe Lună, submarinul, etc.) îl face să fie mai mult decât un vizionar: pe baza descoperirilor științifice și tehnice, el duce până la capăt consecințele progresului tehnic. Romanele sale au fost deseori ecranizate, poveștile lor spectaculoase pretându-se perfect producțiilor hollywoodiene. Personajele sale sunt repere ale imaginației populare (de exemplu Phileas Fogg, căpitanul Nemo sau Mihail Strogoff).
În opera sa se regăsesc lucruri care nu existau în acele vremuri, fiind realizate abia după 50 sau 100 de ani (elicopterul, submarinul, scafandrul autonom, zborul în spațiu, etc.). În particular:
- primul model de ATV - vehicul european locuit menit să aprovizioneze Stația Spațială Internațională - a fost botezat Jules Verne[109].
- Asociația franceză Jules Verne Aventures este dedicată redescoperirii planetei și sensibilizării opiniei publice în ceea ce privește protejarea speciilor amenințate cu dispariția.
- Trofeul Jules-Verne este o competiție în cadrul căreia un echipaj trebuie să realizeze în zbor ocolul Pământului în 80 de zile, fără escală și fără ajutor.
- În 2012, Monetăria Parisului a scos o piesă de argint de 10€ cu efigia lui, ca parte a colecției "Euro pe regiuni". Ea reprezintă Picardia, regiunea în care și-a petrecut ultima perioadă a vieții.

## Stereotipurile prezente în opera verniană
Jules Verne a influențat generații de cititori și de scriitori science fiction, însă opera sa se află sub semnul ideilor epocii în care a trăit. De exemplu, stereotipiile antisemite prezente în opera sa nu mai este imaginabil astăzi. Unele pasaje marcate puternic de aceste idei, mai ales din romanul Hector Servadac, sunt eliminate din reeditările actuale. Istoricul Jacques Sadoul consideră că această atitudine este rezultatul naționalismului și patriotismului exacerbat de războiul din 1870, care a afectat elitele la nașterea celei de-A Treia Republici. Unii istorici de stânga explică naționalismul lui Jules Verne prin prisma dezvoltării unei ideologii comune în rândul burgheziei acelei epoci..
Deși a fost un contestatar al lui Dreyfus, în 1899 a aprobat revizuirea procesului.
Personajul Isac Hakhabut din Hector Servadac, principala emanație antisemită a lui Verne, poate avea la bază patru motive. În primul rând, acela că cea mai mare parte a elitei stângii radicale era, în acea vreme, antisemită. În al doilea rând, autorul - admirator al lui Shakespeare - e posibil să fi vrut un Shylock în Călătoriile sale extraordinare. Celelalte două motive sunt de natură biografică. În septembrie 1875, Verne a primit din partea unui anume Julius Olszewicz - angajat al Ministerului de Interne, evreu polonez naturalizat sub numele de Julien de Verne - o scrisoare în care acesta îl numește fratele său. Spre disperarea scriitorului, această poveste avea să umple multă vreme presa epocii, lucru care l-a agasat teribil pe Jules Verne. Celălalt motiv biografic îl reprezintă colaborarea sa cu Dennery, un om de teatru de origine evreiască. Manuscrisul romanului conținea în realitate o serie de detalii care trimiteau fără dubiu la Dennery, dar acestea au dispărut odată cu publicarea. Cu toate acestea, șapte ani mai târziu, avea să introducă un evreu simpatic în romanul Steaua Sudului (1884).
La fel ca majoritatea creațiilor epocii, opera lui Jules Verne marchează uneori condescendență sau chiar dispreț față de "sălbatici" sau "indigeni", cum se poate vedea în romanele Cinci săptămâni în balon și Satul aerian. Jean Chesneaux și Olivier Dumas sunt însă de altă părere:
„Rasismul și atitudinea disprețuitoare ale lui Jules Verne sunt orientate mai curând asupra conducătorilor și aristocrației tribale, decât a popoarelor din Africa și Oceania în ansamblul lor. El denunță în primul rând ca tipic "barbariei" africane hecatombele rituale ocazionate de funeraliile vreunui suveran, cum sunt acelea ale regelui congolez din Căpitan la cincisprezece ani (partea a doua, capitolul 12), sau jertfele masive de prizonieri făcute în onoarea încoronării noului rege din Dahomey la care asistă Robur din înaltul aeronavei sale.”
Într-adevăr, acest gen de remarci sunt ocazionale, personajele de culoare fiind în general prezentate dintr-o perspectivă pozitivă, cum e cazul lui Tom, Austin, Bat, Actéon și Hercule din Căpitan la cincisprezece ani. Căpitanul Nemo nu-i judecă, ci chiar îi ajută pe papuași în Douăzeci de mii de leghe sub mări, el însuși fiind de origine hindusă, după cum se dezvăluie în Insula misterioasă, fost participant la răscoala cipailor din 1857 împotriva colonialismului britanic. De fapt, acest colonialism este condamnat de mai multe ori în cadrul Călătoriilor extraordinare (în Copiii căpitanului Grant, 800 de leghe pe Amazon, Doamna Branican, etc. ). În aceste romane, Jules Verne ia o poziție clară împotriva sclaviei, care se reflectă și în ceea ce privește Războiul de Secesiune. El a salutat abolirea sclaviei petrecută în 1848, condamnând în schimb regalitatea africană pentru războaiele distrugătoare urmate de aducerea în sclavie a fraților aparținând aceleiași. De asemenea, a luat poziție împotriva sclaviei practicate de țările musulmane, opinie care face chiar obiectul romanului Arhipelagul în flăcări.
O altă temă prezentă în întreaga operă verniană este caracterizarea negativă făcută popoarelor de origine germană, fie că este vorba de prusaci, austrieci sau de oameni din alte regiuni ale Germaniei actuale. Poate cea mai evidentă reacție de acest fel apare în romanele Cele 500 de milioane ale Begumei și Drumul Franței, dar probabil că unul dintre motivele care stă la baza acestei atitudini îl constituie conflictul din 1870 dintre Franța și Prusia.

## România în opera lui Jules Verne
Cinci dintre romanele verniene au legătură cu România:
- Kéraban Încăpățânatul (1882) - în periplul său în jurul Mării Negre, Kéraban trece prin Dobrogea
- Mathias Sandorf (1885) - castelul contelui maghiar este situat în Transilvania
- Claudius Bombarnac (1891) - în vagoanele trenului Marele Transasiatic se află un călător clandestin român, Cincu, plecat s-o întâlnească pe logodnica sa, Zinca, la Pekin
- Castelul din Carpați (1892) - întreaga acțiune se petrece în Transilvania
- Pilotul de pe Dunăre (1901) - ultima etapă a călătorie pe Dunăre are loc de la Porțile de Fier până în Delta Dunării

În cartea Pe urmele lui Jules Verne în România, Simion Săveanu, autorul acesteia, emite ipoteza că între 1882 și 1884 Jules Verne ar fi fost în relații intime cu o anume Luiza Müller, originară din Transilvania, mai precis din Homorod (județul Brașov). La îndemnul ei, ar fi făcut o călătorie incognito cu o navă pe Dunăre până la Giurgiu, apoi cu trenul la București și apoi la Brașov și, în final, la Homorod. Cu această ocazie ar fi cutreierat prin regiune mai multe săptămâni și ar fi vizitat Castelul Colț (pe teritoriul satului Suseni, județul Hunedoara), care a devenit sursă de inspirație pentru romanul Le Château des Carpathes ("Castelul din Carpați").